# Titan Fighting Championships
Titan Fighting Championships (eller Titan FC) är en amerikansk MMA-organisation som arrangerar matcher mestadels i USA, men även till viss del internationellt. Organisationen grundades 2005 av Joe Kelly, som fram till den tidpunkten varit operativt ansvarig för Bellator.
Titan FC skrev 2015 på ett exklusivt, långsiktigt TV-avtal med UFC Fight Pass som sedan dess streamar deras galor live och exklusivt. De har även lagt till alla Titan FC:s tidigare galor i sitt bibliotek.

## Bakgrund

### Grundande
Titan Fighting Championships grundades 2005 av den erfarne promotorn Joe Kelly som vid den här tiden var operativt ansvarig för Bellator. Organisationen hade sitt huvudkontor i Kansas City, i stadens Memorial Hall. Det var även där lejonparten av deras tidiga galor hölls. Memorial Hall var uthyrt med en exklusivitetsklausul till moderbolaget Titan Entertainment, efter vilken organisationen var namngiven.

### Sammanslagning med RFA
Resurrection Fighting Alliance (RFA) meddelade 13 oktober 2012 att de hade köpt Titan FC, delar av deras stall och deras TV-deal med det som nu hette AXS TV. Syftet med sammanslagningen var att bygga en stor atletbas i en och samma organisation: RFA. Titan FC:s tidigare ägare och CEO Joe Kelly skulle få en position som vice president i det nybildade företaget. Presidentposten skulle fyllas av välrenommerade MMA-managern och ägare av Black House Gymet Ed Soares.

### Återuppståndelse och nytt ägarskap
Sju månader efter RFA:s uppköp återuppstod Titan FC då grundaren Joe Kelly 2013 köpte tillbaka organisationen och satte upp två galor: Titan FC 25 och Titan FC 26. Båda dessa sändes live på AXS TV.
I december 2013 köpte den före detta styrelseordföranden och medgrundaren av Alchemist Management en majoritetspost i Titan FC från Joe Kelly. Jeff Aronson utsågs till ny CEO och tog ombord sin vän och vapendragare Lex McMahon som COO. Kelly satt kvar som president och minoritetsägare.
I motsats till andra organisationer som försökt tävla med UFC hoppades Aronson på att bygga en relation med UFC och positionera Titan FC som en grogrund för nya potentiella UFC-talanger (en s.k. "feeder league"). Titan FC i sin nya utformning fokuserar på att hitta blivande stjärnor som ännu inte skrivit kontrakt med någon organisation, och att ge veteraner som tappat stinget på kort eller lång sikt, en plattform och en chans att bygga sina karriärer.
"Ingen kan att ta sig an Zuffa och vinna mot
 dem i dagsläget. Det kommer inte att hända."
Med nytt ägande kom också nya regler för hur kontrakt och bonusstegar utformades och ett mer uttalat fokus på att involvera supportrarna. Som morot för atleter att göra sitt yppersta, och därmed lyckas väcka intresse hos de större organisationerna, får alla atleter en "avslutsbonus" om matchen stoppas via KO eller submission. Som ytterligare 
incitament har Titan FC lagt till en villkorslös Zuffa out-klausul i varje kontrakt  om chansen att få skriva på för UFC skulle dyka upp. Förhoppningen är att sådana förändringar ska uppmuntra atleterna att alltid göra sitt bästa. Dessutom erbjuder de VIP-paket, giveaways, tävlingar och autograftillfällen vid alla sina galor.
För att markera sin nya filosofi position i MMA-världen har Titan FC anammat ett nytt motto: "Fans, Fighters First".

## Sändningsavtal

### HDNet
Titan Fighting Championship meddelade 13 december 2010 att de hade skrivit avtal med kabel och satellit TV-kanalen HDNet (som senare skulle byta namn till AXS TV) om att sända Titan FC 16 galan live. Innan Titan FC:s andra gala Titan FC 17 sändes tillkännagav dåvarande CEO Joe Kelly att de hade skrivit ett treårigt avtal med HDNet där de skulle sända Titan FC:s galor live på nätverkets HDNet Fights. Efter det slutade Kelly på Bellator för att fokusera helt på  att driva Titan FC.

### CBS Sports
Med nya ägare slöts ett nytt sändningsavtal med CBS Sports 14 januari 2014. Avtalet gällde för åtta galor och den första som skulle sändas via CBS var Titan FC 27. Samtidigt som detta kungjordes berättade Titan FC även att Tristar Gym-ägaren Firas Zahabi och UFC Hall-of-Fame-medlemmen Stephan Bonnar kontrakterats att kommentera alla Titan FC:s galor. Zahabi som huvudkommentator (play-by-play), och Bonnar som expertkommentator (color).
Under det årslånga samarbetet mellan CBS och Titan FC sände kanalen sju galor från sju städer i sju olika stater och avslutade med Titan FC:s till dess största gala Titan FC 33 från Mobile, Alabama 20 mars 2015.

### UFC Fight Pass
"Jag tyckte att vi borde se över möjligheten
 att sändas på UFC Fight Pass. Så jag ringde
 upp Dana och sa att det var något vi vore
 intresserade av. Han satte bollen i rullning
 och efter en hel del förhandlande så har vi
 nu äntligen en deal."
 UFC meddelade 15 juni 2015 att Titan FC avtalat med dem om att alla framtida galor skulle sändas exklusivt över UFC:s digitala streamingtjänst UFC Fight Pass. Den första galan som sändes via UFC Fight Pass var Titan FC: 34. Den gick 18 juli 2015 och huvudkortet hade fyra titelmatcher. Utöver matcherna meddelade UFC även att de skulle lägga till samtliga Titan FC:s tidigare galor i UFC Fight Pass "On Demand"-bibliotek.

## Regler
Titan Fighting Championship tillämpar Unified Rules of Mixed Martial Arts. Sedan reglerna antogs april 2000 har de anammats av samtliga stater i USA.

### Ronder
Alla icke-titelmatcher i Titan FC är tre 5-minuters ronder med en minuts vila mellan ronderna. Titelmatcher är fem 5-minuters ronder med en minuts vila mellan ronderna.

### Viktklasser

#### Herrar
| Viktklass     | Maxvikt       | Maxvikt   |
| Viktklass     | Kilogram (kg) | Pund (lb) |
| ------------- | ------------- | --------- |
| Flugvikt      | 56,7          | 125       |
| Bantamvikt    | 61,2          | 135       |
| Fjädervikt    | 65,8          | 145       |
| Lättvikt      | 70,3          | 155       |
| Weltervikt    | 77,1          | 170       |
| Mellanvikt    | 83,9          | 185       |
| Lätt tungvikt | 93            | 205       |
| Tungvikt      | 120,2         | 265       |

#### Damer
| Viktklass  | Maxvikt       | Maxvikt   |
| Viktklass  | Kilogram (kg) | Pund (lb) |
| ---------- | ------------- | --------- |
| Stråvikt   | 52,2          | 115       |
| Flugvikt   | 56,7          | 125       |
| Bantamvikt | 61,2          | 135       |

## Nuvarande mästare
| Herrar             | Herrar                | Herrar                                                                                               | Herrar             | Herrar       |
| Viktklass          | Mästare               | Regerande mästare sedan                                                                              | Tid som mästare    | Titelförsvar |
| ------------------ | --------------------- | --- | ------------------ | ------------ |
| Flugvikt           | Wascar Cruz (DOM)     | 28 augusti 2020 (Titan FC 63)                                                                        | 4 år och 188 dagar | 0            |
| Bantamvikt         | Danny Sabatello (USA) | 26 juni 2020 (Titan FC 61)                                                                           | 4 år och 251 dagar | 1            |
| Fjädervikt         | Jason Soares (USA)    | 6 april 2018 (Titan FC 49)                                                                           | 6 år och 332 dagar | 3            |
| Lättvikt           | vakant                | 19 oktober 2019 (Titan FC 57) F.d. regerande mästaren Martin Brown missade vikten, men vann matchen. | 5 år och 136 dagar | 0            |
| Weltervikt         | Michael Graves (USA)  | 15 mars 2019 (Titan FC 53)                                                                           | 5 år och 354 dagar | 0            |
| Weltervikt Interim | Kamal Magomedov (RUS) | 19 oktober 2019 (Titan FC 57)                                                                        | 5 år och 136 dagar | 0            |
| Lätt tungvikt      | Vakant                | 20 mars 2015 (Vinny Magalhães skrev på för WSOF)                                                     | 9 år och 349 dagar |              |
| Tungvikt           | Said Sowma (USA)      | 25 september 2020 (Titan FC 64)                                                                      | 4 år och 160 dagar | 0            |
| Damer              |                       | |                    |              |
| Viktklass          | Mästare               | Regerande mästare sedan                                                                              | Tid som mästare    | Titelförsvar |
| Bantamvikt         | Vakant                | 6 oktober 2017 (Kalindra Faria skrev på för UFC)                                                     | 7 år och 149 dagar |              |